# Schaltafel

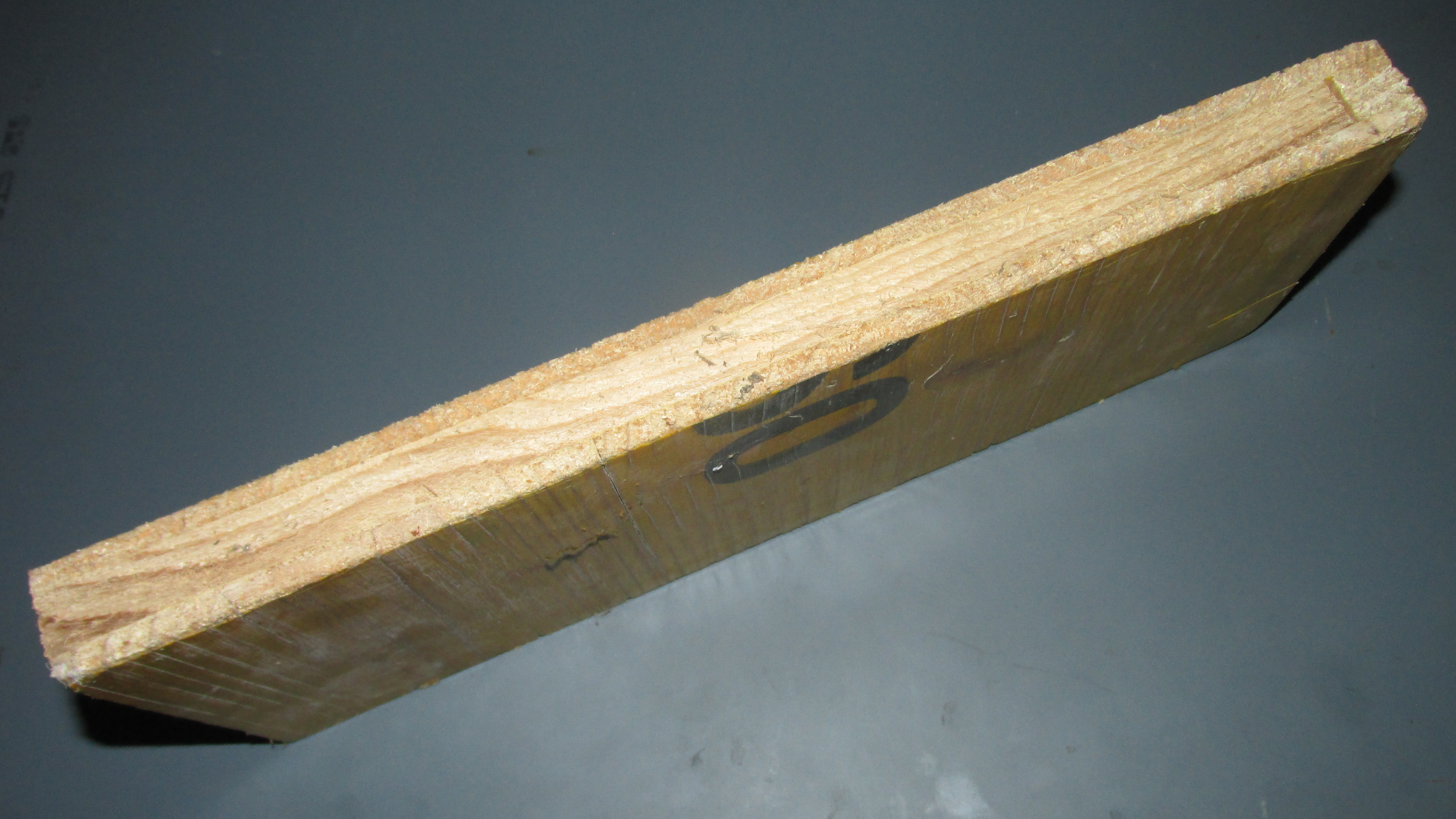
Blick auf die Schnittfläche einer 27 mm dicken Schaltafel.

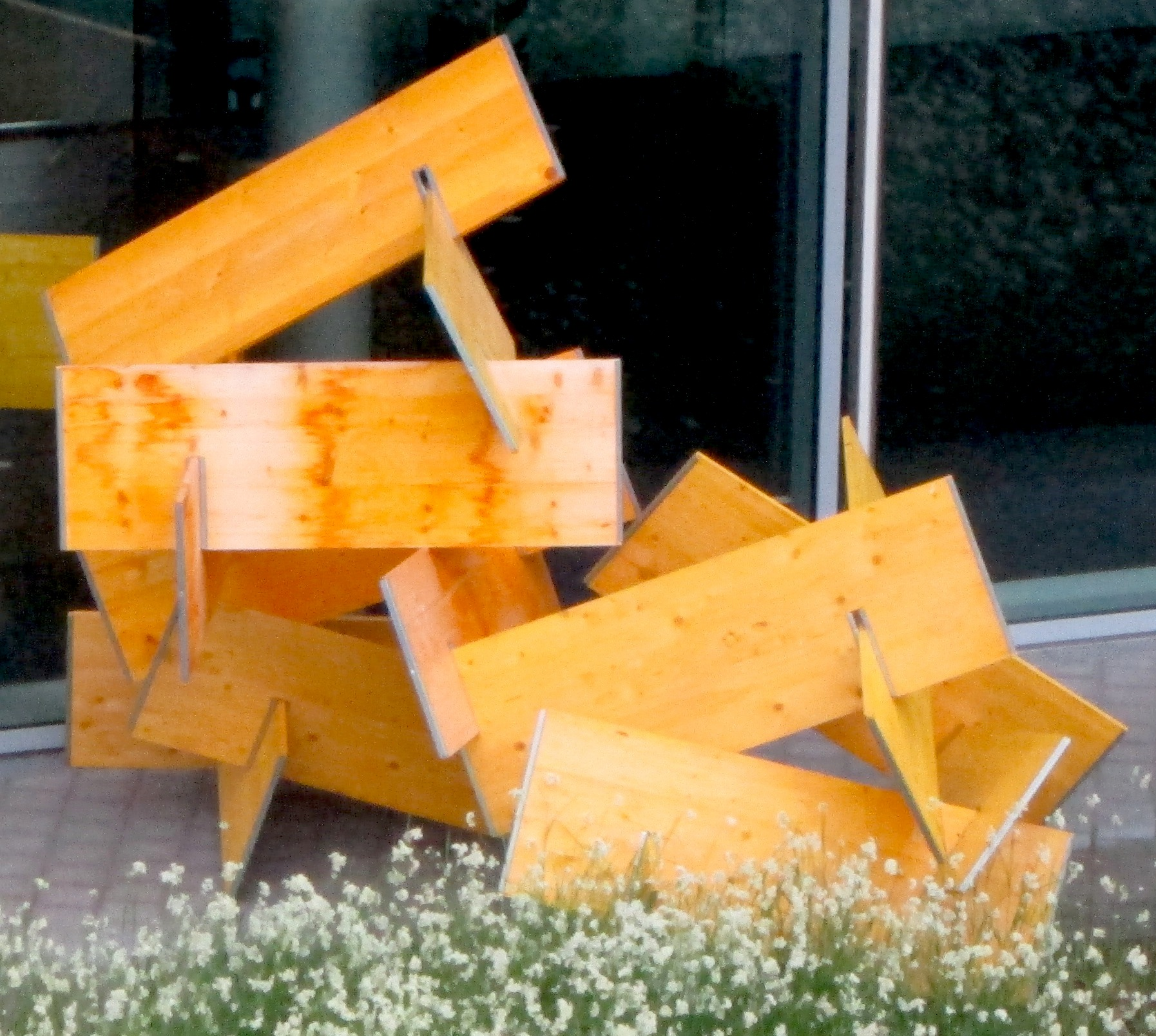
Kunstobjekt aus Schaltafeln

Schaltafeln oder Schalungsplatten sind Sperrholz- oder Vollholzplatten für den Bau von Schalungen im Betonbau. In der Regel kommt Tannen- oder Fichtenholz für die Herstellung zum Einsatz. Übliche Schaltafeln aus Sperrholz sind dreischichtig verleimt und je nach Einsatzzweck hirnholzseitig mit einem Kantenschutz aus verzinktem Stahlblech versehen. 
Eingesetzt werden Schaltafeln hauptsächlich für Deckenschalungen. Ein gängiges Format hat Abmessungen von 200 × 50 cm bei einer Dicke von 21 oder 27 mm.
Schalungsplatten ohne Kantenschutz werden als Schalhaut für Trägerschalungen benutzt. Mit hochwertigen Platten können so Sichtbetonflächen geschalt werden, auf denen nach der Betonage kein Plattenstoß mehr zu sehen ist. Diese hochwertigen Platten sind oftmals mit Harzen beschichtet und an den Schnittflächen versiegelt.